# Рік Колелла
Рік Колелла (англ. Rick Colella, 14 грудня 1951) — американський плавець.
Призер Олімпійських Ігор 1976 року, учасник 1972 року.
Чемпіон світу з водних видів спорту 1975 року, призер 1973 року.
Переможець Панамериканських ігор 1971, 1975 років.
Переможець літньої Універсіади 1970 року.